# Dmitriy Noskov
Pour les articles homonymes, voir Noskov.
Dmitriy Noskov, né le 10 janvier 2002,, est un coureur cycliste kazakh. Il participe à des compétitions sur route et sur piste.

## Palmarès sur route

### Par année
- 2018
  -  Champion du Kazakhstan du contre-la-montre cadets
- 2019
  -  Champion du Kazakhstan du contre-la-montre juniors

### Classements mondiaux
| Année                                 | 2021 |
| ------------------------------------- | ---- |
| UCI Asia Tour                         | 181e |
|                                       |      |
| Légende : nc = non classéSource : UCI |      |

## Palmarès sur piste

### Championnats d'Asie
- Nilai 2023
  -  Médaillé de bronze de la poursuite par équipes
- New Delhi 2024
  -  Médaillé de bronze de la poursuite par équipes
- Nilai 2025
  -  Médaillé de bronze de la poursuite par équipes

### Championnats nationaux
- 2020
  - 2e du championnat du Kazakhstan de l'américaine
  - 3e du championnat du Kazakhstan de poursuite par équipes
- 2021
  - 2e du championnat du Kazakhstan de l'américaine
  - 2e du championnat du Kazakhstan de poursuite par équipes
  - 3e du championnat du Kazakhstan de poursuite
- 2022
  -  Champion du Kazakhstan de l'américaine (avec Sultanmurat Miraliyev)
  - 2e du championnat du Kazakhstan de poursuite
  - 2e du championnat du Kazakhstan de poursuite par équipes
- 2023
  -  Champion du Kazakhstan de l'omnium
  - 2e du championnat du Kazakhstan de poursuite
  - 3e du championnat du Kazakhstan du kilomètre